# Maarkedal
Maarkedal là một đô thị ở tỉnh Oost-Vlaanderen. Đô thị này bao gồm các thị xã Etikhove, Maarke-Kerkem, Nukerke và Schorisse. Tại thời điểm ngày 1 tháng 1 năm  2006, Maarkedal có tổng dân số 6.468 người. Tổng diện tích là 45,63 km² với mật độ dân số là 142 người trên mỗi km².